# 土山町
土山町（つちやまちょう）は、かつて滋賀県の南東（甲賀地方）に存在した町。
2004年10月1日、水口町、土山町、甲賀町、甲南町、信楽町が合併して甲賀市（こうかし）となったため廃止した。現在は「甲賀市土山町」として、地名に残る。

## 地理
- 河川: 野洲川

## 歴史
土山宿は東海道が鈴鹿越えをして近江国に入った、最初の宿場町。東海道五十三次では49番目に当たる。

### 沿革
- 1889年（明治22年）4月1日 - 町村制の施行により、南土山村・北土山村・青土村・瀬ノ音村・平子村・野上野村・大沢村の区域をもって土山村が発足。
- 1916年（大正5年）4月1日 - 土山村が町制施行して土山町となる。
- 1955年（昭和30年）4月1日 - 旧土山町が大野村・鮎河村・山内村と合併し、改めて土山町が発足。
- 1956年（昭和31年）4月1日 - 大字今郷を水口町に編入。
- 2004年（平成16年）10月1日 - 水口町・甲賀町・甲南町・信楽町と合併して甲賀市が発足。同日土山町廃止。

## 姉妹都市
- トラバース・シティ市（アメリカ合衆国ミシガン州）
  - 1970年5月20日に姉妹都市提携。
  - 甲賀市となった後、2005年11月19日に再び姉妹都市提携。

## 教育
中学校
- 土山町立土山中学校

小学校
- 土山町立山内小学校
- 土山町立土山小学校
- 土山町立鮎河小学校
- 土山町立大野小学校

## 交通

### 道路
- 国道1号

※現在は当地を新名神高速道路が通り、土山SAが設置されているが、町廃止当時は未開通、未開業。

## 名所・旧跡・観光スポット・祭事・催事
- 田村神社 坂上田村麻呂を祀る。
- 土山茶が有名。
- 鈴鹿馬子唄 「坂は照る照る 鈴鹿は曇る あいの土山雨が降る」と歌われる。